# Volta (rijeka)
Volta je rijeka u zapadnoj Africi koja se ulijeva u Gvinejski zaljev u Atlantskom oceanu. Volta se sastoji od Crne Volte, Bijele Volte i Crvene Volte, a izgradnjom brane Akosombo 1965. godine na rijeci je nastalo najveće umjetno jezero na svijetu, jezero Volta. Rijeka protječe kroz Ganu, a porječje joj obuhvaća i veći dio Burkine Faso. Prvotni naziv države Burkine Faso, Republika Gornja Volta je bio po ovoj rijeci.
Rijeka je nazvana prema portugalskoj riječi "volta" što znači "okret" jer je rijeka bila najdalja točka portugalskim istraživačima prije povratka kući.

## Vanjske poveznice
|  | Zajednički poslužitelj ima još gradiva o temi Volta (rijeka) |

- Volta Hrvatska enciklopedija
- (en) Volta River Britannica